# لوئیس والتر آلوارز
لوئیس والتر آلوارز (به انگلیسی: Luis Walter Alvarez) فیزیکدان آمریکایی که روی ذرات زیراتمی با عمر کوتاه مطالعه کرد و به نشر نظریه ای که مرگ دایناسورها را بر اثر برخورد سیارکی بزرگ می‌دانست یاری رساند.
لوئیس والتر آلوارز (13 ژوئن 1911 – 1 سپتامبر 1988) فیزیکدان تجربی، مخترع و پروفسور آمریکایی بود که در سال 1968 به دلیل کشف حالت های تشدید در فیزیک ذرات با استفاده از محفظه‌ی حباب هیدروژن، جایزه‌ی نوبل فیزیک را دریافت کرد.

آلوارز پس از دریافت دکترای خود از دانشگاه شیکاگو در سال 1936 جهت کار برای ارنست لارنس در آزمایشگاه تشعشع در دانشگاه کالیفرنیا، برکلی رفت. آلوارز مجموعه‌ای از آزمایش‌ها را برای مشاهده جذب الکترون K در هسته‌های رادیواکتیو ابداع کرد که توسط نظریه واپاشی بتا پیش‌بینی شده بود، اما قبلاً مشاهده نشده بود. او تریتیوم را با استفاده از سیکلوترون تولید کرد و طول عمر آن را اندازه گرفت. او با همکاری فلیکس بلوخ، گشتاور مغناطیسی نوترون را اندازه گیری کرد.
در سال 1940، آلوارز به آزمایشگاه تشعشع MIT ملحق شد، جایی که او در تعدادی از پروژه‌های راداری جنگ جهانی دوم، از پیشرفت‌های اولیه تا نشان‌های راداری دوست یا دشمن (IFF) که اکنون فرستنده نامیده می‌شود، تا سیستمی به نام VIXEN برای جلوگیری از دشمن مشارکت داشت. سیستم راداری که آلوارز بیشتر به آن شهرت دارد و نقش مهمی در هوانوردی، به ویژه در حمل و نقل هوایی برلین پس از جنگ داشته است، رویکرد کنترل زمینی (GCA) بود. آلوارز چند ماهی را در دانشگاه شیکاگو گذراند و روی راکتورهای هسته‌ای برای انریکو فرمی کار کرد و سپس به لوس آلاموس آمد تا برای رابرت اوپنهایمر در پروژه منهتن کار کند. آلوارز روی طراحی عدسی های انفجاری و توسعه چاشنی های سیم پل انفجاری کار کرد، و به عنوان عضوی از پروژه‌ی آلبرتا، روی آزمایش هسته‌ای ترینیتی، از بمب‌افکن B-29 گرفته تا بمباران اتمی هیروشیما و ناگاساکی نظارت داشت.
پس از جنگ، آلوارز در طراحی یک محفظه حباب هیدروژن مایع شرکت داشت که به تیم‌اش اجازه می‌داد که میلیون‌ها عکس از فعل و انفعالات ذرات گرفته، سیستم‌های کامپیوتری پیچیده‌ای را برای اندازه‌گیری و تجزیه و تحلیل این برهم‌کنش‌ها توسعه داده و در نهایت، تمام خانواده‌های ذرات جدید و حالت‌های تشدید را کشف نمایند. این کار منجر به دریافت جایزه نوبل در سال 1968 شد. او در پروژه‌ای روی اهرام مصر برای جستجوی اتاق‌های ناشناخته بوسیله‌ی اشعه ایکس مشارکت داشت. همچنین با پسر زمین‌شناسش، والتر آلوارز، فرضیه‌ی انقراض دایناسورهای غیرپرنده را توسط برخورد یک سیارک مطرح نمود.

## زندگی
لوئیس والتر آلوارز در 13 ژوئن 1911 در یک خانواده کاتولیک رومی در سانفرانسیسکو متولد شد، فرزند دوم و پسر بزرگ والتر سی. که یک پزشک اسپانیایی متولد آستوریاس اسپانیا بود و مدتی در کوبا زندگی کرد و سرانجام در ایالات متحده ساکن شد. وی روش بهتری برای تشخیص جذام ماکولا پیدا کرد. لوئیس یک خواهر بزرگتر به نام گلدیس، یک برادر کوچکتر به نام باب و یک خواهر کوچکتر به نام برنیس داشت. عمه او، مابل آلوارز، هنرمند کالیفرنیایی و متخصص در نقاشی رنگ روغن بود.
لوئیس از سال 1918 تا 1924 به مدرسه مدیسون در سانفرانسیسکو و سپس دبیرستان پلی تکنیک سانفرانسیسکو رفت. در سال 1926، پدرش محقق در کلینیک مایو شد و خانواده به روچستر، مینه سوتا نقل مکان کردند، جایی که آلوارز در دبیرستان روچستر تحصیل کرد. او همیشه انتظار حضور در دانشگاه کالیفرنیا، برکلی را داشت، اما به اصرار معلمانش در روچستر، در عوض به دانشگاه شیکاگو رفت، و در آنجا مدرک لیسانس خود را در سال 1932، مدرک کارشناسی ارشد خود را در سال 1934 و دکترای خود را در سال ۱۹۳۶ دریافت کرد.

## انقراض دایناسورها
در سال 1980 آلوارز و پسر زمین شناسش، والتر آلوارز، همراه با شیمیدانان هسته‌ای فرانک آسارو و هلن میشل به "کشف فاجعه‌ای که به معنای واقعی کلمه زمین را تکان داد و از اکتشافات بزرگ در تاریخ زمین است" نائل شدند. ماجرا چنین بود که طی دهه‌ی 1970، والتر آلوارز که در ایتالیای مرکزی تحقیقات زمین‌شناسی انجام می‌داد، در آنجا رخنمونی را بر دیواره‌های دره‌ای پیدا کرده بود که لایه‌های آهکی آن لایه‌هایی را در بالا و پایین مرزهای کرتاسه و پالئوژن در بر می‌گرفت. دقیقاً در مرز لایه نازکی از خاک رس قرار داشت. والتر به پدرش گفت که این لایه محل انقراض دایناسورها بوده و چیزهای دیگری را هم مشخص می‌کند ولی هیچ کس علت آن را نمی‌داند و اینکه معلوم نیست چرا این لایه‌ی خاک رس اینجا وجود دارد.- این یک راز بزرگ بود و والتر قصد داشت این معما را حل کند.
آلوارز به شیمیدانان هسته‌ای در آزمایشگاه لارنس برکلی دسترسی داشت و توانست با فرانک آسارو و هلن میشل که از تکنیک تجزیه و تحلیل فعال‌سازی نوترون استفاده می‌کردند، کار کند. در سال 1980، آلوارز پدر، آلوارز پسر، آسارو و میشل مقاله مهمی را منتشر کردند که در آن علتی فرازمینی برای انقراض جانداران در کرتاسه-پالئوژن (که در آن زمان انقراض کرتاسه- سوم نامیده می شد) پیشنهاد می‌کرد.

در سال‌های پس از انتشار این مقاله، مشخص شد که خاک رس حاوی دوده، گرداله‌های شیشه‌ای، کریستال‌های کوارتز شوک‌شده، الماس‌های میکروسکوپی و کانی‌های کمیاب؛ که فقط در شرایط دمای بالا و فشار زیاد تشکیل می‌شوند، می‌باشد.
انتشار این مقاله در سال 1980 انتقادات جامعه‌ی زمین‌شناسی را به همراه داشته و موجب بحث علمی تندی شد. ده سال بعد، پس از مرگ آلوارز پدر، شواهدی از یک دهانه برخوردی بزرگ به نام دهانه چیکشلوب در سواحل مکزیک پیدا شد که از نظریه‌ی آلوارز حمایت می‌کند. طی سالهای بعد محققان دیگری دریافتند که انقراض دایناسورها در دوره کرتاسه ممکن است از نظر زمین شناسی به سرعت در طی هزاران سال رخ داده باشد و نه در حد میلیون‌ها سال که قبلاً تصور می‌شد. محققان دیگری نیز به مطالعه‌ی علل انقراض جایگزین مانند افزایش آتشفشان، به ویژه فوران‌های عظیم تله‌های داکن که تقریباً در همان زمان رخ داده و تغییرات آب و هوایی، با بررسی سوابق فسیلی ادامه می‌دهند. با این حال، در 4 مارس 2010، مجمعی متشکل از 41 دانشمند توافق کردند که برخورد سیارک دهانه چیکشلوب باعث انقراض دسته جمعی شده است.